# Роналд Ватеррес
Роналд Ватеррес (нід. Ronald Waterreus, нар. 25 серпня 1970, Ваалс) — нідерландський футболіст, воротар.
Насамперед відомий виступами за клуб ПСВ, а також національну збірну Нідерландів.

## Клубна кар'єра
У дорослому футболі дебютував 1992 року виступами за команду «Рода», в якій провів два сезони, взявши участь у 65 матчах чемпіонату.
Своєю грою за цю команду привернув увагу представників тренерського штабу клубу ПСВ, до складу якого приєднався 1994 року. Відіграв за команду з Ейндговена наступні десять сезонів своєї ігрової кар'єри. Більшість часу, проведеного у складі ПСВ, був основним голкіпером команди.
Згодом, з 2004 по 2007 рік, грав у складі команд клубів «Манчестер Сіті», «Рейнджерс» та АЗ.
Завершив професійну ігрову кар'єру у клубі «Нью-Йорк Ред Буллз», за який виступав протягом 2007 року.

## Виступи за збірну
2004 року дебютував в офіційних матчах у складі національної збірної Нідерландів. Протягом кар'єри у національній команді, яка тривала усього 1 рік, провів у формі головної команди країни 7 матчів.
У складі збірної був учасником чемпіонату Європи 2004 року у Португалії, на якому зі збірною здобув бронзові медалі, проте на поле жодного разу не виходив.

## Титули і досягнення

### Команді
Нідерланди
- Чемпіонат Європи:
  - Бронзовий призер: 2004

 ПСВ
- Суперкубок Нідерландів:
  - Переможець: 1996, 1997, 1998, 2000, 2001, 2003
  - Фіналіст: 2002
- Чемпіонат Нідерландів:
  - Чемпіон: 1996-97, 1999-2000, 2000-01, 2002-03
  - Друге місце: 1995-96, 1997-98, 2001-02, 2003-04
  - Третє місце: 1994-95, 1998-99
- Кубок Нідерландів:
  - Володар: 1995-96
  - Фіналіст: 1997-98, 2000-01

 «Рейнджерс»:
- Чемпіонат Шотландії:
  - Чемпіон: 2004-05
  - Третє місце: 2005-06
- Кубок шотландської ліги:
  - Переможець: 2004-05

### Індивідуальні
- Воротар року в Нідерландах: 2001